# ポルケイラ

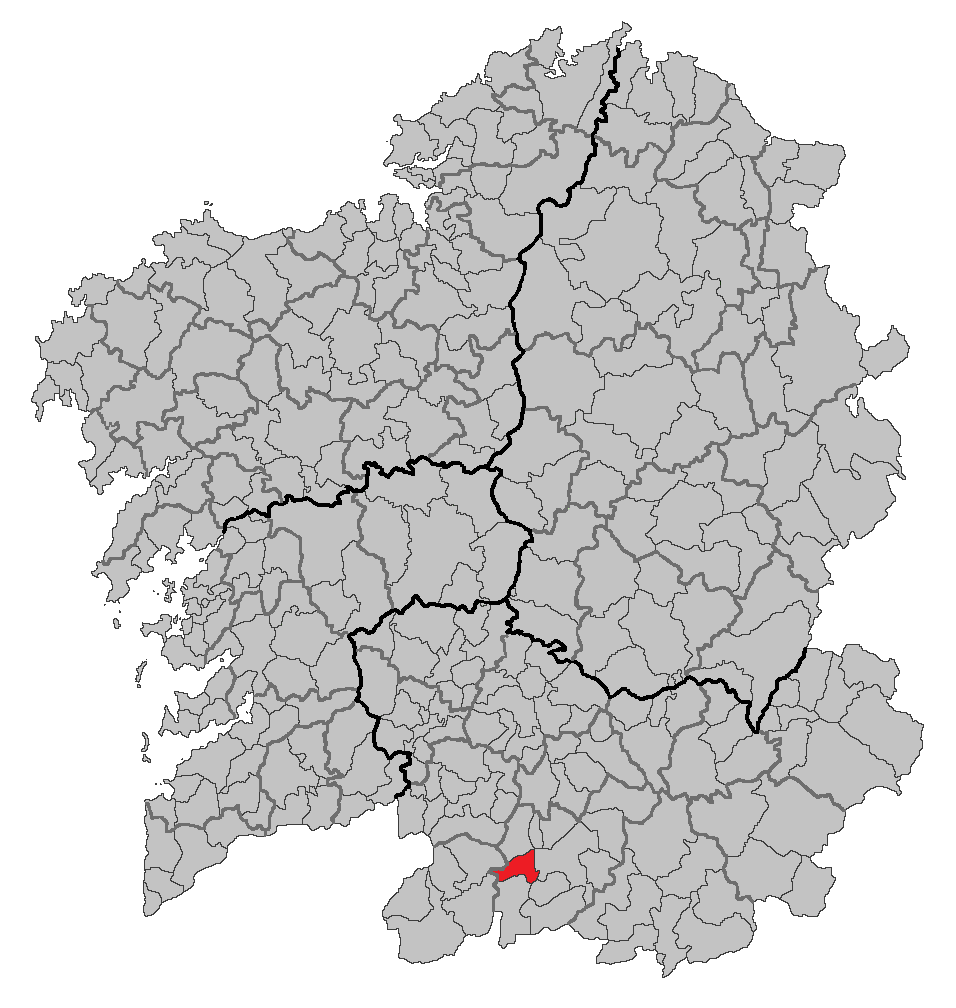

ポルケイラ（Porqueira）はスペイン、ガリシア州、オウレンセ県の自治体、コマルカ・ダ・リミアに属する。ガリシア統計局によると、2009年の人口は1,103人（2003年：1,151人）。住民呼称はporqueirés/-esa。カスティーリャ語による表記はPorquera（ポルケーラ）。
ガリシア語話者の自治体住民に占める割合は97.68％（2001年）。

## 地理
ポルケイラはオウレンセ県の南西部に位置し、コマルカ・ダ・リミアに属する。北はライリス・デ・ベイガと、東はシンソ・デ・リミアと、南はオス・ブランコスとカルボス・デ・ランディンと、西はムイーニョスとバンデの各自治体と隣接、自治体の中心はポルケイラ教区のフォルシャ地区にある。
面積は43km²で、6の教区内に30の集落がある。

### 人口
| ポルケイラの人口推移 1900－2010                         |
|                                                         |
| 出典:INE（スペイン国立統計局）1900年 - 1991年、1996年 - |

## 政治
自治体首長はガリシア国民党（PPdeG）のスサーナ・バスケス・ドラード（Susana Vázquez Dorado）、自治体評議員はガリシア国民党：5、ガリシア民族主義ブロック（BNG）：4となっている（2007年の自治体選挙の結果、得票順）。 

## 教区
ポルケイラは6の教区に分けられる。太字は自治体中心地区のある教区。
- パラデーラ・デ・アベレーダ（サン・ショアン）
- ポルケイラ（サンタ・マリーア）
- サブセード（サン・サルバドール）
- サン・ロウレンソ・デ・アベレーダ（サン・ロウレンソ）
- サン・マルティーニョ・デ・ポルケイラ（サン・マルティーニョ）
- ソブレガナーデ（サン・マメーデ）